# 山口県道159号束荷一ノ瀬線
山口県道159号束荷一ノ瀬線（やまぐちけんどう159ごう つかりいちのせせん）は、山口県光市を通る一般県道である。

## 概要
光市大字束荷の山口県道63号下松田布施線交点から山口県道23号光上関線に至る。

### 路線データ
- 起点：光市大字束荷（山口県道63号下松田布施線交点）
- 終点：光市大字束荷（山口県道23号光上関線交点）

## 地理

### 通過する自治体
- 山口県
  - 光市

### 交差する道路
| 交差する道路             | 交差する場所 | 交差する場所 |
| ------------------------ | ------------ | ------------ |
| 山口県道63号下松田布施線 | 大字束荷     | 起点         |
| 山口県道23号光上関線     | 大字束荷     | 終点         |

### 沿線
- 伊藤公記念公園 - 伊藤博文の生家（復元）・銅像・旧伊藤博文邸（伊藤公記念館、山口県指定有形文化財）と伊藤公資料館がある。